# ممالك كوريا الثلاث
ممالك كوريا الثلاث (بالهانغل: 삼국시대 | بالهانجا: 三國時代) هو اسم يشير إلى مملكة غوغوريو، وبايكتشي وشلا، والتي سيطرت على شبه جزيرة كوريا وأجزاء من منشوريا في الألفية الأولى. يبدأ العصر من سنة 57 ميلادي حتى استطاعت شلا في سنة 668 احتلال غوغوريو. بعد ذلك ظهرت فترة دولتي الشمال والجنوب (شلا الموحدة في الجنوب وبالهاي في الشمال).
الفترة الأولى من هذا العصر عرفت باسم ممالك كوريا الثلاث البدائية (العصر الأول)، وذلك قبل أن تتطور الممالك الثلاث إلى ممالك متكاملة.

## خلفية
استخدم الاسم «الممالك الثلاث» كلقب للمؤلفات التاريخية مثل سامغك ساغي («تاريخ الممالك الثلاث» من القرن الثاني عشر) وسامغك يسا (تذكارات الممالك الثلاث من القرن الثالث عشر)، ولا يجب الخلط بينها وبين الممالك الصينية الثلاث التي سبقتها.
نشأت الممالك الثلاثة بعد سقوط غوجوسون، وغزت واحتلت العديد من الدول والكونفدراليات الصغيرة. قامت سلالة الهان بعد سقوط غوجوسون بإنشاء أربع مقاطعات عسكرية في منطقة لياونينغ الحالية. سقطت ثلاث منها على يد سامهان في حين هزمت الرابعة على يد غوغوريو في سنة 313.
الدويلات الصغيرة التي شكلت سلفاً لبايكتشي وشلا، استطاعت التوسع فيما بينها خلال فترة الممالك الثلاث الأولى، واستطاعت غوغوريو احتلال الدول المجاورة لها كدولة بيو في منشوريا ومشيخات أوكجو ودونغ يي والتي تواجدت في شمال شرق شبه الجزيرة الكورية. الأنظمة السياسية الثلاثة الحاكمة سهلت على دول المدن المسورة الانتقال إلى دولة ذات مجمع متكامل ما بين القرن الأول والثالث الميلادي.
اشتركت الممالك الثلاث ثقافة ولغة متشابهة. الدين الأصلي للممالك كان نوعاً من الشامانية، ولكنه تغير إلى الطاوية والكونفشيوسية بتأثير متزايد من الثقافة الصينية. في القرن الرابع دخلت البوذية للمملكة وانتشرت بشكل سريع لتصبح الدين الرسمي لجميع الممالك الثلاث.

## الممالك

### غوغوريو

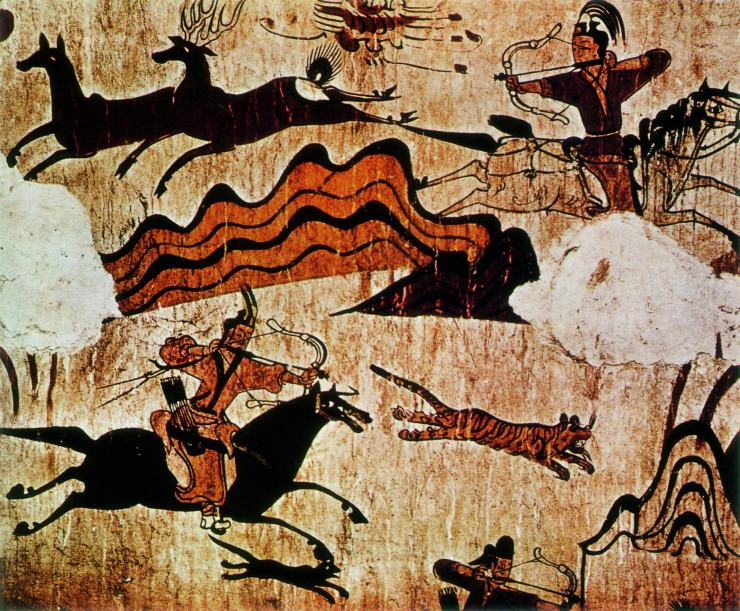
جدارية مقبرة من غوغوريو

ظهرت غوغوريو في شمالي وجنوب نهر يالو (أنموك)، في أعقاب سقوط غوجوسون. أقدم ذكر لغوغوريو في السجلات الصينية يعود إلى سنة 75 قبل الميلاد في إشارة لإحدى المقاطعات الصينية الناشئة بواسطة سلالة هان، مع أن هناك إشارة أقدم لدولة غوري التي يظن أنها هي نفس المملكة. الأدلة تشير إلى أن غوغوريو هي الأكثر تقدماً من بين الممالك الثلاثة وأنها هي أيضاً الأقدم.
كانت غوغوريو أكبر الممالك من حيث المساحة ولذلك فإنه كان له العديد من العواصم التي تتناوب فيما بينها، عاصمتان في منطقة شمال يالو، وفي نانغرانغ (樂浪 | ليلانغ في الصينية) وهي جزء من بيونغيانغ. في البداية كانت الدولة تقع على حدود الصين، ثم توسعت في منشوريا ودمرت مقاطعة ليلانغ الصينية العسكرية في سنة 313. استمر التأثير الثقافي الصيني على الدولة، وفي سنة 372 تبنت الدولة البوذية كدين رسمي لها.
بلغت الدولة أوجها في القرن الخامس في عهد غوانغايتو العظيم وابنه جانغسو بسبب حملتهم ضد الصين في منشوريا. لمدة قرن أو نحو ذلك ظلت غوغوريو الإمبراطورية المسيطرة على شبه الجزيرة الكورية. استطاعت غوغوريو في نهاية المطاف السيطرة على أراضي لياودونغ في منشوريا ومنطقة سول في وقتنا الحالي. لم تسيطر غوغوريو على كوريا فحسب بل على أجزاء من الصين والعديد من القبائل في منشوريا. بعد أن نشأت سلالة سوي وسلالة تانغ في الصين، عانت الدولة من الهجمات الصينية المتواصلة حتى سقطت على يد تحالف بين قوات شلا والتانغ في سنة 668.

### بايكتشي
نشأت بايكتشي كعضو في كونفدرالية ماهان. يذكر في السجلات أن ابنين من أبناء مؤسس غوغوريو تصارعا حول أحقية أحدهما في الخلافة، حيث هرب أحدهم ليؤسس بايكتشي في منطقة سول في وقتنا الحالي.
استطاعت بايكتشي احتلال مشيخات ماهان الأخرى وفي ذروة أوجها في القرن الرابع استطاعت السيطرة على الجزء الغربي من شبه الجزيرة الكورية. نقلت بايكتشي عاصمتها إلى الجنوب إلى أنغجن (غونغجو في وقتنا الحالي وفي وقت لاحق إلى سابي في الجنوب (بيو في وقتنا الحالي) بسبب الهجمات المتزايدة من غوغوريو.
بذلت بايكتشي نفوذها السياسي على تامرا، وهي مملكة في جزيرة جيجو. حافظت بايكتشي على علاقة وثيقة مع تامرا وانتزعتها كرافد لها. ثقافة بايكتشي الدينية والفنية أثرت على كل من غوغوريو وشلا.
دخل البوذية إلى بايكتشي في سنة 384 عن طريق غوغوريو، والتي رحبت بها. فيما بعد لعبت بايكتشي دوراً جوهرياً في نقل التطورات الثقافية، بما فيها الأحرف الصينية والبوذية إلى اليابان القديمة.

### شلا

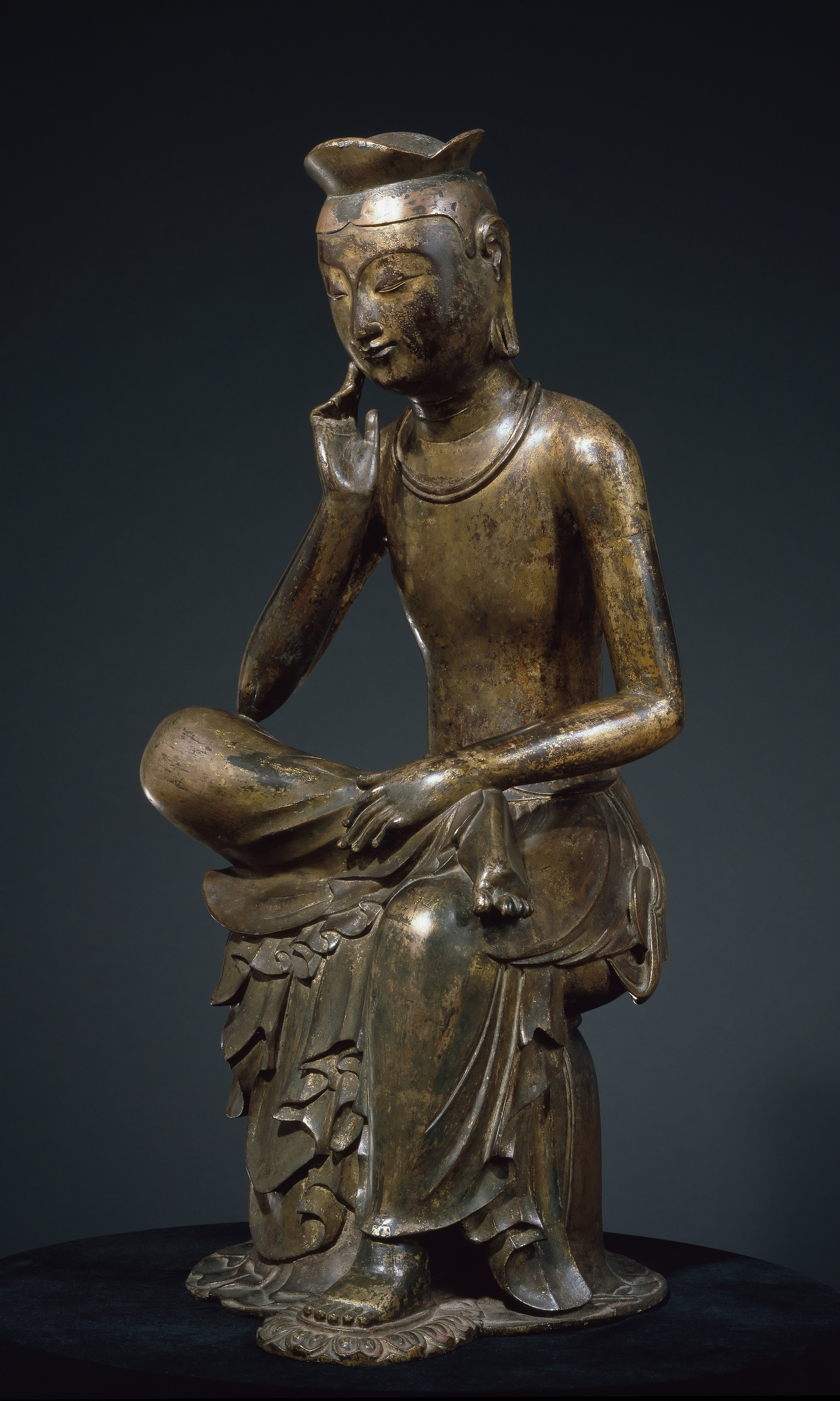
بانغاسايوسانغ، القرن السابع

وفقاً للسجلات الكورية، في سنة 57 قبل الميلاد فإن سورابول (سارو، شلا في وقت لاحق) قامت بتوحيد وتوسعة حدودها ضمن كونفدرالية دول المدن المعروفة باسم جنهان. مع أن سامغك ساغي يذكر أن شلا هي أقدم الممالك وجوداً من بين الممالك الثلاث، إلا أن السجلات والأدلة الأثرية الأخرى تحدد أن شلا هي في الواقع آخر الممالك التي أنشأت حكومة مركزية.
أعيد تسمية سارو بشلا في سنة 503، قامت شلا باحتلال كونفدرالية غايا (والتي استوعبت بيونهان في وقت سابق) في النصف الأول من القرن السادس. ردت غوغوريو وبايكتشي بإنشاء تحالف بينهما ولمواجهة الغزوات القادمة عززت شلا من علاقاتها مع سلالة تانغ، حيث اكتسبت شلا إمكانية الوصول للبحر الأصفر مما جعلها في تواصل مستمر مع تانغ. بعد أن غزت شلا كلاً من بايكتشي وغوغوريو بمساعدة تانغ، قامت شلا بإبعاد قوات تانغ من شبه الجزيرة وسيطرت على جميع الأراضي جنوب بيونغيانغ.
عاصمة شلا هي سورابول (غيونغجو الآن، «سورابول»، بالهانغل: 서라벌 | بالهانجا: 徐羅伐 | يعتقد أنه المصطلح الكوري القديم لكلمة عاصمة الكورية). أصبحت البوذية الدين الرسمي للدولة في سنة 528. المواد الثقافة المتبقية من مملكة شلا تضم عملاً ذهبياً فريداً من نوعه والذي يظهر تأثير السهول البدوية الشمالية، والذي يفرقها عن ثقافتي غوغوريو وبايكتشي، حيث يظهر التأثير الصيني بشكل أوضح.

### الدول الأخرى
ظهرت العديد من الدول والمناطق الصغيرة في كوريا قبل وأثناء هذا العصر، مثل:
- كونفدرالية غايا واحتلتها شلا.
- دونغ يي، وأوكجو، وبيو واحتلتها غوغوريو.

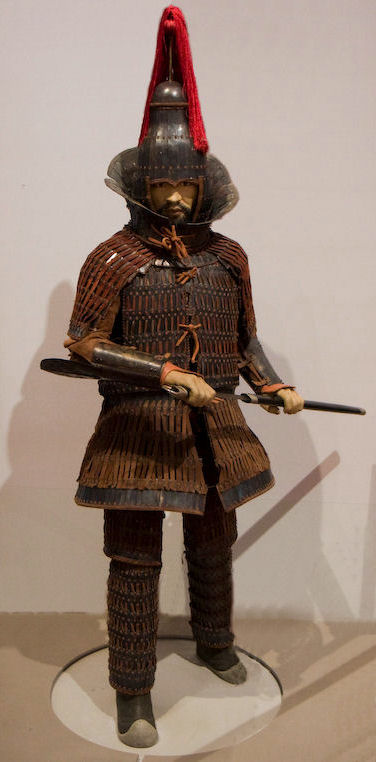
جندي من غايا.

- ووسان (ألنغدو)، رافدة لشلا.
- تامرا، رافدة لبايكتشي.

## نهاية الممالك الثلاث
استطاعت شلا احتلال غوغوريو في 668 بمساعدة من سلالة تانغ الصينية، بعد أن احتلت غايا في 562 وبايكتشي في 660، ليبدأ بعد ذلك عصر دولتي الشمال والجنوب، شلا في الجنوب وبالهاي في الشمال عندما تمرد قائد عسكري من غوغوريو على حكم تانغ الصينية وبدأ باستعادة أراضي غوغوريو.

## قراءة خارجية
- بيست جي. دبليو. (2003). البوذية وأنظمة الحكم في بداية القرن السادس بايكتشي. الدراسات الكورية. 26(2), 165-215.
- إي كي. (1984). تاريخ جديد لكوريا بواسطة إي دبليو وانغير وإي. جي. شولتز بناء على مراجعات 1979 & E.J. إيد. سول: إلتشوغاك.
- نا إتش. إل. (2003). الدين والفكر في كوريا القديمة. كوريا جونرال 43(4), 10-29.[18]
- نيلسون، سارا إم. (1993). علم آثار كوريا. كامبريدج: مطبعة جامعة كامبريدج.
- بيرسون آر، جي. دبليو. إي، دبليو. واي. كوه، وإي. أندرهيل. (1989). مجلة الآثار الانثروبولوجية 8 (1):1-50.

## وصلات خارجية
- ممالك كوريا الثلاث.